# Juhani Salonius
Erkki Juhani Salonius, född 12 april 1944 i S:t Michel, är en finländsk jurist och före detta riksförlikningsman.
Salonius erhöll titeln vicehäradshövding 1975. Han var under tre decennier engagerad inom Arbetsgivarnas i Finland centralförbund; till en början som juridisk sekreterare för dess allmänna grupp 1969–1971, dess biträdande avdelningschef 1971–1973, och avdelningschef 1973. Därefter övergick han till AFC:s förhandlingsavdelning och var dess avdelningschef 1973–1977. Han fortsatte som direktör för AFC:s informationsavdelning 1977–1984 och för avdelningen för informations- och organisationskontakter 1985–1987, som parades med ett år som biträdande direktör vid Oy Partek Ab 1984–1985.
Under tio år (1987–1997) var Salonius verkställande direktör för Arbetsgivarnas allmänna grupp, och år 1997 utsågs han till riksförlikningsman efter Jorma Reini. Han återvaldes till ämbetet åren 2001 och 2005 och han avgick med pension 2009. Även efter sin pensionering har Salonius anlitats vid arbetskonflikter; i januari 2010 kallades han till medlare vid den konflikt som uppstod vid Helsingfors-Vanda flygplats då Finnair hade utlokaliserat sin bagagehantering.